# Спину (Валча)
Спину (рум. Spinu) насеље је у Румунији у округу Валча у општини Перишани. Oпштина се налази на надморској висини од 626 m.

## Становништво
Према подацима из 2002. године у насељу је живело 497 становника, од којих су сви румунске националности.